# Врахування векселя
Врахування векселя або облік векселя — кредитна операція, що полягає у придбанні векселя винятково банком до настання строку платежу за ним у власника векселя за грошові кошти з дисконтом.

За врахування векселя банк стягує плату у вигляді відсотка від вексельної суми. Даний відсоток називається обліковою ставкою або обліковими відсотком, або дисконтом. Розмір облікової ставки залежить від якості і терміну до погашення векселя і визначається в договорі між власником векселя і банком. На розмір облікової ставки впливає розмір процентної ставки за кредитами, що надаються банком.
Банки приймають до обліку векселі, що містять зобов'язання солідних фірм, платоспроможність яких не викликає сумнівів, так звані першокласні векселі. Якщо вексель має гарантію великого банку, то він враховується за більш низькою відсотковою ставкою, ніж вексель торгових або промислових фірм, що не має банківської гарантії (банківського авалю). Векселі з зобов'язаннями дрібних і слабких у фінансовому відношенні фірм банками не приймаються для обліку або враховуються по відмінним від звичайних, сильно завищеним відсотковим ставкам.